# Priocycla armataria
Priocycla armataria là một loài bướm đêm trong họ Geometridae.